# Karl F. J. Cwach
Karl F. J. Cwach (...) è un astronomo amatoriale australiano.
Il Minor Planet Center gli accredita la scoperta dell'asteroide 4264 Karljosephine effettuata il 2 ottobre 1989.